# Commercial Press
Commercial Press (商务印书馆 en chinois simplifié, 商務印書館 en chinois traditionnel, Shāngwù Yìnshūguǎn en pinyin) est une maison d’édition en Chine. Fondée en 1897 à Shanghai, elle est la première maison d’édition en Chine.